# Eberhard Schrammen

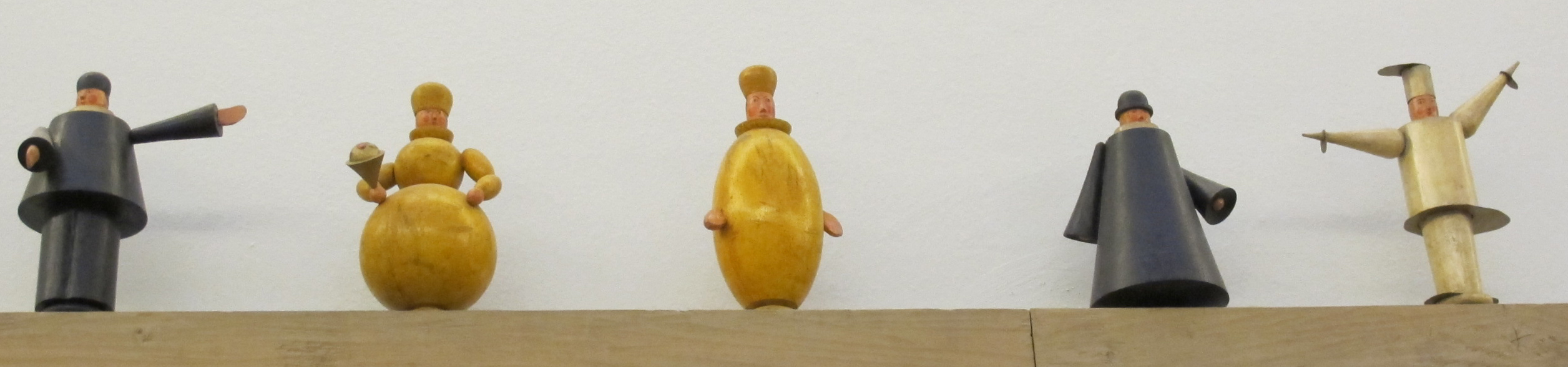
Holzobjekte (1923)

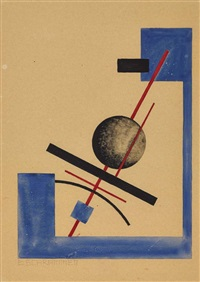
Komposition (1920)

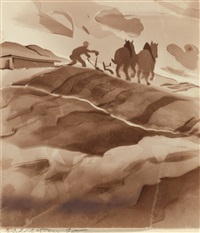
Bauer (1930)

Philipp Eberhard Schrammen (geboren 11. November 1886 in Köln; gestorben 12. Dezember 1947 in Lübeck) war ein deutscher Maler, Grafiker, Fotograf und Designer.

## Leben
Eberhard Schrammen studierte nach dem Abitur ab 1906 an der Kunstakademie Düsseldorf, danach ab 1907 an der Großherzoglich-Sächsischen Hochschule für bildende Kunst in Weimar. Er hielt sich in Paris auf und erhielt 1914 auf der Bugra in Leipzig ein Teilstipendium für die Villa Romana.
Nach Ende des Ersten Weltkriegs wurde Schrammen 1919 einer der ersten Studenten am Bauhaus, wo er zunächst den Architekturkurs belegte. Am 18. Mai 1919 gab Schrammen die erste Ausgabe der Bauhaus-Zeitschrift „Der Austausch“ heraus, in der auch eigene Holzschnitte erschienen. 1920 heiratete er die Bauhausstudentin Toni van Haken-Nelißen, sie hatten einen Sohn. Ab 1921 studierte er bei Lyonel Feininger in der Bauhausdruckerei sowie in der Bühnenwerkstatt von Lothar Schreyer.
Schrammen absolvierte ein einjähriges Volontariat bei einem in Weimar ansässigen Drechsler und fertigte nun bemaltes Kinderspielzeug aus Holz (zum Beispiel Bauklötze und ein Laufrad) an. Bei der ersten Bauhaus-Ausstellung 1923 wurden seine Holzobjekte ausgestellt, darunter die „Bauhaus-Maskottchen“ in den Grundformen Zylinder, Kugel und Halbkugel und in den Grundfarben Blau, Rot, Gelb.
Als das Bauhaus nach Dessau umziehen musste, ging Schrammen mit seiner Familie in die Künstlerkolonie Gildenhall, wo er eine Drechslerei und Holzkunstwerkstatt eröffnete. Schrammen wurde Mitglied des Deutschen Werkbunds (DWB). Bis zur 1929 beginnenden Weltwirtschaftskrise lief das Geschäft gut, dann musste er die Werkstatt schließen und konzentrierte sich von nun an auf die Fotografie. Die Familie zog 1933 nach Lübeck-Siems. Er erstellte Fotoserien für den Mauritius-Verlag und den Lindenverlag. Außerdem experimentierten Schrammen und seine Frau mit der Fotogrammtechnik.
1937 wurden in der Nazi-Aktion „Entartete Kunst“ nachweislich aus dem Städelschen Kunstinstitut Frankfurt/Main sein Holzschnitt Holzfäller beschlagnahmt und vernichtet.
Während des Zweiten Weltkriegs litt die Arbeit durch den Materialmangel, und er nahm wieder die Malerei auf. Im Oktober 1947 hatte er eine Einzelausstellung in Lübeck.